# Michael Tritscher
Pour les articles homonymes, voir Tritscher.
Michael Tritscher, né le 6 novembre 1965 à Schladming, est un ancien skieur alpin autrichien.

## Palmarès

### Jeux olympiques
| Épreuve / Édition | Albertville 1992 |
| Slalom            | Bronze           |

### Championnats du monde
| Épreuve / Édition | Vail 1989 |
| Combiné           | 7e        |

### Coupe du monde
- Meilleur résultat au classement général : 14e en 1995
  - 3 victoires : 3 slaloms

#### Différents classements en coupe du monde
| Saison / Épreuve | Saison / Épreuve | Général | Général | Slalom | Slalom | Géant  | Géant  |
| ---------------- | ---------------- | ------- | ------- | ------ | ------ | ------ | ------ |
| Saison / Épreuve | Saison / Épreuve | Class.  | Points  | Class. | Points | Class. | Points |
| 1987             | 1987             | 82e     | 5       | 34e    | 5      | -      | -      |
| 1988             | 1988             | 83e     | 9       | 33e    | 9      | -      | -      |
| 1989             | 1989             | 26e     | 54      | 7e     | 54     | -      | -      |
| 1990             | 1990             | 19e     | 93      | 4e     | 93     | -      | -      |
| 1991             | 1991             | 19e     | 65      | 8e     | 64     | 34e    | 1      |
| 1992             | 1992             | 52e     | 172     | 17e    | 140    | 41e    | 32     |
| 1993             | 1993             | 54e     | 149     | 14e    | 149    | -      | -      |
| 1994             | 1994             | 78e     | 66      | 26e    | 66     | -      | -      |
| 1995             | 1995             | 14e     | 509     | 2e     | 477    | 30e    | 32     |
| 1996             | 1996             | 62e     | 100     | 21e    | 100    | -      | -      |
| 1997             | 1997             | 65e     | 85      | 24e    | 85     | -      | -      |
| 1998             | 1998             | 110e    | 15      | 45e    | 15     | -      | -      |

#### Détail des victoires
| Saison / Épreuve | Slalom  | Total |
| 1991             | Hafjell | 1     |
| 1995             | Furano  | 1     |
| 1996             | Vail    | 1     |
| Total            | 3       | 3     |

## Arlberg-Kandahar
- Meilleur résultat : 7e place dans le slalom 1988-89 à Sankt Anton